# 特爾卡亞鄉
46°38′N 22°22′E / 46.633°N 22.367°E
特爾卡亞鄉（羅馬尼亞語：Comuna Tărcaia, Bihor），是羅馬尼亞的鄉份，位於該國西北部，由比霍爾縣負責管轄，面積77平方公里，海拔高度294米，2007年人口2,025，人口密度每平方公里26人。